# Rodvínov
Rodvínov (deutsch Riedweis) ist eine Gemeinde in Tschechien. Sie liegt fünf Kilometer nordöstlich von Jindřichův Hradec und gehört zum Okres Jindřichův Hradec.

## Geographie

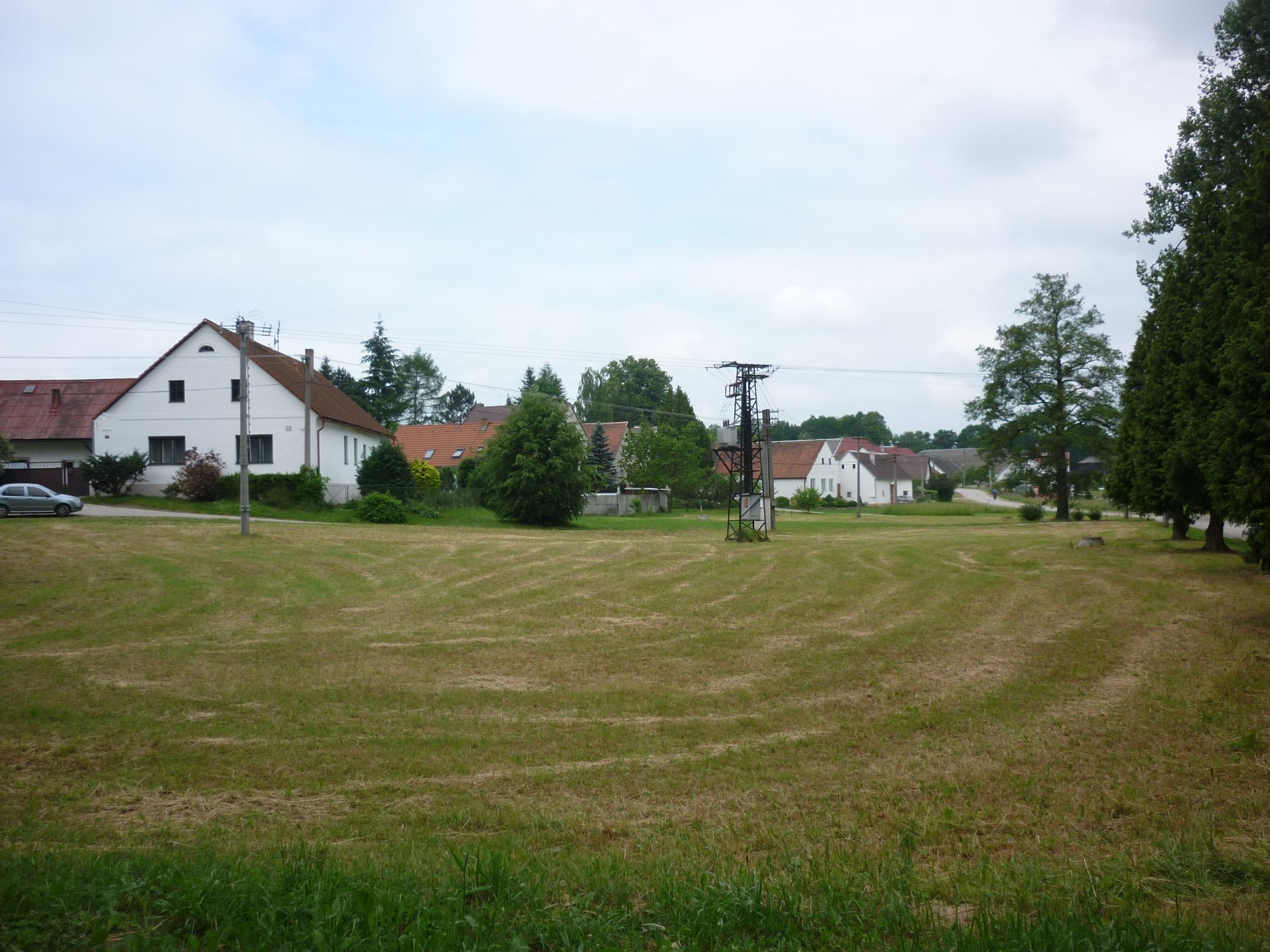
Ortsteil Jindřiš

Rodvínov befindet sich beiderseits der Nežárka in Südböhmen. Entlang der einmündenden Bäche Rodvínovský potok und Dvoreček erstreckt sich im Osten eine Kette kleinerer Teiche. Nordöstlich erhebt sich der Píhalův kopec (514 m).
Nachbarorte sind Jarošov nad Nežárkou im Nordosten, Matějovec im Osten, Oldřiš, Dvoreček und Blažejov im Südosten, Jindřiš im Süden, Jindřichův Hradec und Dolní Skrýchov im Südwesten, Horní Skrýchov im Westen sowie Dolní Radouň im Nordwesten.

## Geschichte
Rodvínov ist eine slawische Ortsgründung und wurde 1319 erstmals urkundlich erwähnt. Bis zur Aufhebung der Patrimonialherrschaften im Jahre 1850 war das Dorf Teil der Herrschaft Neuhaus.
In dem Dorf gibt es zwei Emufarmen und außerdem noch drei Zuchtbetriebe für Hochwild.

## Gemeindegliederung
Die Gemeinde Rodvínov besteht aus den Ortsteilen Jindřiš (Heinrichschlag) und Rodvínov (Riedweis), die zugleich Katastralbezirke bilden.

## Sehenswürdigkeiten
- hölzerner Glockenturm am Dorfplatz, errichtet zu Beginn des 20. Jahrhunderts
- neogotische Kapelle Mariä Himmelfahrt in Jindřiš, erbaut 1894
- Gedenkstein für den Bauernrebellen Gregor Tröscher in Jindřiš
- barocke Brücke über den Hamerský potok mit Statue des Hl. Johannes von Nepomuk aus dem Jahre 1856 in Jindřiš

## Söhne und Töchter der Gemeinde
- Václav Steffal (1841–1894), tschechischer Mediziner
- Emil Puffer (1928–2020), österreichischer Archivar, Träger des silbernen Ehrenzeichens für Verdienste um die Republik Österreich